# 強直
強直（きょうちょく、ankylosis、anchylosis）とは関節部の骨および軟骨の変形や癒着が原因でおこる関節可動域制限のことである。硬直は筋肉が硬くなることであり、強直性脊椎炎、顎関節強直症、舌小帯強直症、筋強直性ジストロフィー等に用いられる。これにより、強直性痙攣が起こる。
1. 線維性強直
関節に線維性癒着で可動性の制限がきたしたもの。腱や靭帯が断裂し、硬くなる。顎関節強直症で見られる。
2. 軟骨性強直
関節に軟骨性癒合して可動がある程度、制限される。
3. 骨性強直
関節面が骨性に癒合して関節可動域が完全に失われたもの。特に脊椎や関節が硬くなる。強直性脊椎炎、関節リウマチで見られる。